# 1,4-ジオキサン
1,4-ジオキサン (1,4-dioxane) は、常圧常温において無色透明の液体の有機化合物である。分子式は C4H8O2 である。ジエチルエーテルの臭気を弱くしたような臭気を持ち、非プロトン性溶媒としてよく用いられる。構造異性体に1,2-ジオキサンと1,3-ジオキサンがある。
1,4-ジオキサンはエーテル類に分類され、2つの酸素原子の両方がエーテル基を形成している。4つの炭素原子と1つの酸素原子を有するジエチルエーテルより極性が高い。このためジエチルエーテルは水に溶けにくい一方、1,4-ジオキサンは水と混合しやすく、吸湿性もある。有機溶媒としてしばしば用いられる他、塩素系溶剤の安定化剤としても用いられることがある。しかしグリニャール反応では、シュレンク平衡を不活性側に偏らせてしまうため、ほとんど用いられない。また重水を用いたNMRでは、化学シフトの内部基準物質としても用いられる。
なおダイオキシン (dioxin) も2つのエーテル基を有するが、ジオキサン (dioxane) とは全く特性の異なる化合物である。

## 安全性
長期間空気に晒しておくと、他のエーテル類と同じく爆発性の過酸化物を生成する。ジオキサンを蒸留すると、これらの過酸化物が濃縮されて危険なことがあるため予め注意しておくべきである。可燃性液体であり、日本では消防法により危険物第4類（第一石油類）に指定されている。またPRTR法第1種指定化学物質でもある。更に後述されているがんリスクにより、労働安全衛生法の第二類物質特別有機溶剤等にも指定されている。
環境中では分解しにくく、除去も困難であるとされている。動物に対する急性毒性が認められており、ヒトに対しても刺激性や、脳・腎臓・肝臓へ障害が起きる可能性があると考えられている。国際がん研究機関 (IARC) により、グループ2B（ヒトに対する発癌性が疑われる）に分類されている物質である。